# Conseil régional de Tamar
Le conseil régional de Tamar (hébreu : מועצה אזורית תמר, Mo'atza Ezorit Tamar) est un conseil régional du district sud d'Israël. Il se situe au sud-ouest de la mer Morte et regroupe six communalités : les kibboutzim d'Ein Gedi et Har Amasa, les mochvim de Neot HaKikar, Ein Hatzeva et Ein Tamar, ainsi que l'implantation communautaire de Neve Zohar.
Les sites touristiques de Massada et d'Ein Gedi se trouvent notamment sur le territoire de ce conseil régional.
Collé à la frontière jordanienne dans un des coins les plus isolés d'Israël, la communauté agricole coopérative de Neot HaKikar et celle d'Ein Tamar sont des lieux tranquilles d'où l'on accède aux oueds, plateaux et promontoirs du sud de la mer Morte. En été, en raison de la chaleur intense, presque tout est fermé.